# 巫师之昆特牌
《巫师之昆特牌》是一款由CD Projekt RED为Microsoft Windows、PlayStation 4和Xbox One平台开发的免费卡片對戰游戏。本作于2016年6月在微软的E3 Xbox简报会上公布。封闭测试版于2016年10月25日在Windows和Xbox One平台开启，公共测试版于2017年5月24日在Windows PC、Xbox One和PS4上开启。中国大陆第一次先遣服务器测试“青草试炼”于2017年4月12日至18日进行，第二次先遣服务器测试“山岳试炼”于同年6月6日至19日进行，中国大陆公开测试“梦境试炼”于同年8月29日正式上线
本作独立于同一开发商开发的《巫师3：狂猎》中的同名小型卡牌对战游戏，但与《巫师3》中的昆特牌游戏不同的是，《巫师之昆特牌》专注玩家对战部分。游戏的核心玩法依然是三局两胜，两军对垒，玩家代表《巫师3》里的不同派系。开始会有一套牌组，玩家可以通过购买卡桶获得卡牌，或是完成冒险模式赢得对战获得特定的卡牌。
《巫師之昆特牌：王權的隕落》於2020年1月28日在任天堂Switch登陸並支援中文，不同於原版有角色故事及以角色探索體驗巫師系列的世界觀。
2022年7月，游戏发行了一个Roguelike类型的单人扩展包《Gwent: Rogue Mage》。扩展包的剧情发生的时间设定在巫师3的几百年之前，发行平台包括PC、Android和iOS。

## 游戏玩法

### 基本玩法
“昆特牌”对战采用1v1的轮流回合制。在正常情况下，每名玩家每回合可以从自己手中打出任意一张牌、使用自己的领袖牌，丢弃一张手牌、或是选择不出牌（放弃跟牌）。当一名玩家选择不出牌（放弃跟牌）时，在本局比赛中他将失去接下来的出牌机会。当两名玩家均选择不出牌（放弃跟牌）时，系统将结算双方玩家的总战力，总战力大或等于对方的玩家将获得本局比赛的胜利。
在一场比赛开始时，每名玩家可以从他们牌库中抽取10张卡牌，并最多交换（调度）其中的三张作为自己的起手牌。在第二局比赛开始的时候，每名玩家将从自己的牌库抽取2张牌，但只可以调度一张；相似的，在第三局比赛开始时（如果需要进行的话），每名玩家将从自己的牌库抽取1张牌，同样只能调度一张。
每场比赛第一局的先后手顺序随机决定，第二、三局则是由前一局的胜利者先手出牌。每局结束的时候，场上所有非坚韧(重置点数并留到下一场)卡牌都会进入墓地，拥有佚亡标签的卡牌和衍生物会被放逐（从本局游戏中移除）。目前，双方玩家都可以在一场比赛中的多数时间查看自己或是对手的墓地中的卡牌，但不可以查看自己或是对手的牌库中的卡牌。
当一名玩家获得一场比赛中两小局的胜利时，该玩家获得本场比赛的胜利（也有可能平局），本场比赛结束。平局指的是双方玩家同时获得了两局比赛的胜利。

### 套牌
在一场比赛开始前，玩家必须准备一副套牌，这副套牌可以是预设的，也可以是自己构筑的。通常来说，玩家自行构筑的套牌强度更高，也更容易让玩家体验到游戏的乐趣。这副套牌必须符合以下要求：
1. 必须选择一位领袖作为该副套牌的领袖牌。目前，除中立势力外，《巫师之昆特牌》中共有五个势力，共计21位领袖，每个势力都有属于自己的独特势力技能。
2. 这副套牌中的每一张牌都必须属于中立势力或与该副套牌的领袖牌属于同一势力。
3. 不计领袖牌，套牌中卡牌总数不得低于25张或大于40张，其中：
  1. 金色牌数量不得大于4张。
  2. 银色牌数量不得大于6张。
4. 同名的铜色牌不得超过三张，不允许出现同名的金、银色牌。[14]

### 分解系统
由于套牌的限制，数量多于三张的同名铜色牌或是多余一张的同名金色、银色、领袖牌并不能被玩家放入套牌，但是玩家依然可能在打开的卡桶中抽到他们。为了让这些多余卡牌发挥用处，《巫师之昆特牌》允许玩家将这些多余卡牌分解（并不多余的卡牌同样可以分解）来得到碎布。碎布可以用于合成新的卡牌，分解或合成一张卡牌得到或付出的碎布数量与卡牌的稀有度有关，合成闪卡需要的碎布数量是普通卡的两倍。稀有度与碎布数量间的关系见下表。 
| 稀有度 | 普通卡合成 | 普通卡分解 | 闪卡合成 | 闪卡分解 |
| ------ | ---------- | ---------- | -------- | -------- |
| 传奇   | 800        | 200        | 1600     | 200      |
| 史诗   | 200        | 50         | 400      | 50       |
| 优良   | 80         | 20         | 160      | 20       |
| 普通   | 30         | 10         | 60       | 10       |

## 游戏元素

### 卡牌

一张典型的昆特牌，属于中立、金边、橙色、远程单位牌。

作为一款交换卡牌游戏，卡牌是《巫师之昆特牌》的核心。目前，常用的卡牌分类方式有三种：
- 按照套牌的构筑限制条件可以分为：
  - 领袖牌
  - 金色牌
  - 银色牌
  - 铜色牌

除领袖牌以外，卡牌强度通常为：金色牌>银色牌>铜色牌。卡牌的边框颜色也决定了在套牌中数量限制，在一副套牌中，领袖牌可以也必须带1张，银色牌不允许超过6张，金色牌不允许超过4张，铜色牌则没有限制。每名玩家在开始游戏时都会获得每个势力的一张领袖牌，其余的领袖牌则需要完成特定的任务才能获得。
- 按照稀有度可以分为：
  - 普通（白色）
  - 稀有（蓝色）
  - 史诗（紫色）
  - 传奇（橙色）

卡牌的稀有度决定了玩家打开卡桶时抽到该牌的概率，一个卡桶至少包含一张稀有度在优秀或优秀以上的卡牌。卡牌的稀有度同时决定了卡牌在分解和合成时获得和付出的碎布数量，详见分解系统。稀有度与卡牌颜色的关系为：传奇卡牌为金色，史诗卡牌为银色，普通和优秀卡牌为铜色。
- 按照卡牌类型可以分为：
  - 领袖牌：领袖牌是一种特殊的卡牌，每套牌必须拥有且只有一张领袖牌。
  - 单位牌：可以根据位置进一步细分为四种：每一张单位牌进入战场时需放在己方（间谍牌则为敌方）半场，每一排最多可以放置9个单位，详见战场。
  - 特殊牌：特殊牌种类繁多，包括了《巫师之昆特牌》中所有除领袖牌和单位牌外的卡牌，是充满变数的一类牌。
- 按照势力可以分为六类：
  - 中立：可以被放入任意一套套牌中，多样灵活。
  - 北方领域：北方领域拥有完善的动员和晋升机制，使他们能源源不断从牌组中召唤援军，控制战场局势。部队被晋升为金色单位后还将获得对天气和攻击的免疫效果。此外，倒下的将士们在医师的照料下，也会重返战场，持剑再战
  - 怪兽：《巫师之昆特牌》的世界遍布难以名状的恐怖怪兽，它们大多汇聚于怪兽阵营中。这些怪物惯于成群结队袭击过路的旅人；不受恶劣天气影响的它们能够轻易地击杀被削弱的对手。它们甚至会吞噬自己的同伴，来获取更强大的力量。
  - 尼弗迦德：与游戏其他阵营相比，尼弗迦德更擅长依靠外交手腕和阴谋诡计来扰乱敌人的战略，并让其自食其果。帝国麾下无孔不入的间谍部队长于深入敌方腹地进行破坏，探知其手牌和牌库情况。尼弗迦德人还擅长重创、甚至直接消灭敌方最强的单位。
  - 史凯利格：史凯利杰勇士拥抱死亡的荣耀，因为祭祀和医师有朝一日会再次将他们从坟墓召唤到战场。史凯利杰玩家会有意将己方单位送到坟场，为的就是随后将更强的勇士复活。史凯利杰勇士越挫越勇，伤口往往能够激起他们成倍的斗志。
  - 松鼠党：异常灵活的松鼠党擅长将部队部署在战场任意位置，以智取胜。精通游击战术的他们常常设下陷阱，伏击敌军：背面向上的卡牌，只有被特定效果触发才会翻开，反制对手。松鼠党可快速召集大量狂热的突击队新兵，出其不意攻其无备。

### 战场

《巫师之昆特牌》中的战场

战场是双方牌手进行对抗的比赛场地，在《巫师之昆特牌》中，双方战场各分为三排。分列于中央位置两侧的是双方的近战排，其次为双方远程排，再其次则为双方的攻城排。在凛冬节之猎更新中，移除了所有单位牌的站位限制，现在所有单位牌可以放在对应半场（间谍牌为地方半场）的任意一排，但是每一排最多只可以放置9个单位。

## 游戏特色
|             | 昆特牌是一个极好的游戏，对竞技性非常重视，同时乐趣十足。 |
| ——Lifecoach |                                                          |

作为一款在线的交换卡牌游戏，《巫师之昆特牌》与同类的的游戏最大的不同在于其独特的游戏机制。没有采用常见的随从（单位）交换，而是采用了比大小的形式，加上其三局两胜的获胜方式，尽可能地避免了会大幅降低游戏乐趣的OTK（One Turn Kill，一回合斩杀）的存在。同时，每回合不抓牌避免了随机性对策略性的干扰。由此，昆特牌可以说找到了卡牌游戏中随机性与竞技性的平衡点。再加上游戏的核心机制十分简单（三局两胜），因此可以让新人快速上手，卡牌间的Combo机制也让竞技玩家有发挥的空间。这些优点让《巫师之昆特牌》可以成为一款竞技性与休闲性兼备的多人在线卡牌对战游戏。

## 开发
在开发《巫师3：狂猎》时，CD Projekt RED希望能够延续前两作中的一个名为“骰子扑克”（Dice Poker）的小游戏 ，并将开发工作外包了出去。然而由于外包的结果无法令制作组感到满意，一部分工作人员决定自行设计一个全新的纸牌游戏。
由于在《巫师3：狂猎》中，主角在与NPC进行任务对话时可以选择“来一盘昆特牌”的选项，因此可能出现许多有违常理的诡异剧情（例如：在剧情中有NPC哭着请求玩家拯救他的妻子，玩家选择玩昆特牌后，NPC立即丢下之前救妻子的剧情，兴高采烈地和玩家进行小游戏），令许多玩家感到十分有趣。再加上其简单又充满趣味的玩法，使得许多玩家将更多时间花在玩昆特牌而不是主线剧情上。于是，主创团队收到了大量的玩家来信，要求将昆特牌从《巫师3》中独立出来 。最终，主创团队答应了玩家的请求，开始开发《巫师之昆特牌》。
为了提供更多的乐趣和挑战，团队修改了很多的游戏机制，并针对各个势力重新平衡和设计。游戏的战斗特效、卡牌特效都有全新的表现。除了视觉以外，团队还提供了丰富的故事元素，提供比如章节性的故事内容扩展，会有3D的剧情演绎。
游戏的中文版邀请了中国大陆的主机游戏实况主播黑桐谷歌参与游戏的中文配音。

## 发行

### 中文版
2016年10月26日，官方于中国大陆社交网站微博发布消息，将游戏中文版定名为《巫师之昆特牌》。同时，CD Projekt RED和中国大陆代理商盖娅互娱正推进游戏的政府审批和本地化工作。中文官网上线并开启预约，具体封测时间未定。
2017年4月12日，一小部分预约用户收到了来自于昆特牌中国大陆地区运营团队的测试邀请邮件。邮件表示《巫师之昆特牌》中国大陆地区的先遣服测试于2017年4月12日至4月18日，每晚19:00至24:00开启。